# Copa Pilsener de fútbol playa 2013
La Copa Pilsener de Fútbol Playa 2013 fue la segunda edición del torneo patrocinado por Beach Soccer Worldwide (BSWW) que se desarrolló del 28 al 30 de marzo en la Costa del Sol, El Salvador. Los equipos participantes fueron las selecciones nacionales de El Salvador, Paraguay, Costa Rica y España. Resultando la selección de Paraguay como campeona y la selección local en segundo lugar.

## Equipos participantes
| Equipos participantes | Equipos participantes | Equipos participantes | Equipos participantes |
| --------------------- | --------------------- | --------------------- | --------------------- |
| Costa Rica            | El Salvador           | España                | Paraguay              |

## Sistema de competencia
El torneo se llevó a cabo bajo el sistema de todos contra todos; todos los participantes del torneo se enfrentaron entre ellos en una oportunidad. 
El ganador fue el que al final de haber jugado los tres partidos correspondientes logró mayor número de puntos.

## Posiciones
| Equipo      | Pts | PJ | PG | PG+ | PP | GF | GC | Dif |
| ----------- | --- | -- | -- | --- | -- | -- | -- | --- |
| Paraguay    | 9   | 3  | 3  | 0   | 0  | 20 | 12 | +8  |
| El Salvador | 6   | 3  | 2  | 0   | 1  | 16 | 14 | +2  |
| España      | 3   | 3  | 1  | 0   | 2  | 13 | 10 | +3  |
| Costa Rica  | 0   | 3  | 0  | 0   | 3  | 10 | 23 | -13 |

### Partidos
| Fecha               | Lugar                 |             |                        | Resultado |                        |             |
| ------------------- | --------------------- | ----------- | ---------------------- | --------- | ---------------------- | ----------- |
| 28 de marzo de 2013 | San Luis La Herradura | España      | Bandera de España      | 4:6       | Bandera de Paraguay    | Paraguay    |
| 28 de marzo de 2013 | San Luis La Herradura | Costa Rica  | Bandera de Costa Rica  | 5:9       | Bandera de El Salvador | El Salvador |
| 29 de marzo de 2013 | San Luis La Herradura | España      | Bandera de España      | 7:1       | Bandera de Costa Rica  | Costa Rica  |
| 29 de marzo de 2013 | San Luis La Herradura | El Salvador | Bandera de El Salvador | 4:7       | Bandera de Paraguay    | Paraguay    |
| 30 de marzo de 2013 | San Luis La Herradura | Paraguay    | Bandera de Paraguay    | 7:4       | Bandera de Costa Rica  | Costa Rica  |
| 30 de marzo de 2013 | San Luis La Herradura | El Salvador | Bandera de El Salvador | 3:2       | Bandera de España      | España      |